# Grote posthorenslak
De posthorenslak of grote posthorenslak (Planorbarius corneus) is een in het zoete water levende longslak uit de familie van de schijfhorens (Planorbidae). 
In Europa is de posthorenslak de grootste soort uit deze familie. De naam wordt abusievelijk ook wel als Post'hoorn' gespeld. De Nederlandse naam is afgeleid van de vorm van het huisje, dat sterk lijkt op een posthoren, een blaasinstrument, waarmee in vroeger tijden de komst van de postkoets mee werd aangekondigd.

## Beschrijving

### Schelpkenmerken
De posthorenslak heeft een afgeplatte ronde schelp met vijf regelmatige windingen. De opening van het huisje is niervormig en de kleur kan roodbruin, roze of olijfgroen zijn maar door aanslag en algengroei ziet deze slak er soms uit als een kruipende plant.

### Afmetingen van de schelp
- diameter: maximaal circa 35 millimeter

### Dier
Het lichaam is zeer donkergrijs, en de voet is vrij plat en aan de achterzijde spits. De twee tasters zijn vrij lang, rond en dun en steken meer naar voren (Gittenberger et al., 1998). Hoewel schelpen altijd afgebeeld worden alsof het om een rechtsgewonden soort gaat (dus afgebeeld met de mondopening aan de rechterkant), blijkt uit de anatomie dat alle schijfhorens, dus ook de posthorenslak, linksgewonden zijn.

## Leefwijze

### Ademhaling
De posthorenslak heeft longen, maar kan daarnaast ook zuurstof uit het water opnemen. Het bloed bevat een op hemoglobine gelijkende stof en is daardoor rood van kleur. Het lichaam van de posthorenslak kleurt hierdoor roze in warm en zuurstofrijk water. Door de op hemoglobine gelijkende stof kan de posthorenslak leven in minder zuurstofrijk of in diepere wateren dan andere zoetwater longslakken die deze stof niet hebben zoals de Poelslak. Toch moet er af en toe aan het wateroppervlak geademd worden, waarbij de ademopening wordt gebruikt, die eruitziet als een rond gat dat kleiner en groter wordt.

### Voortplanting
Deze soort is zoals bijna alle slakken tweeslachtig maar kan zichzelf niet bevruchten. Nadat er gepaard is kunnen meerdere keren eitjes worden afgezet. Deze zitten in een gelei-achtig, plat en doorzichtig eipakket, dat pannenkoek-achtig van vorm is. De eitjes worden tegen waterplanten of onder drijvende bladeren afgezet.

## Voorkomen

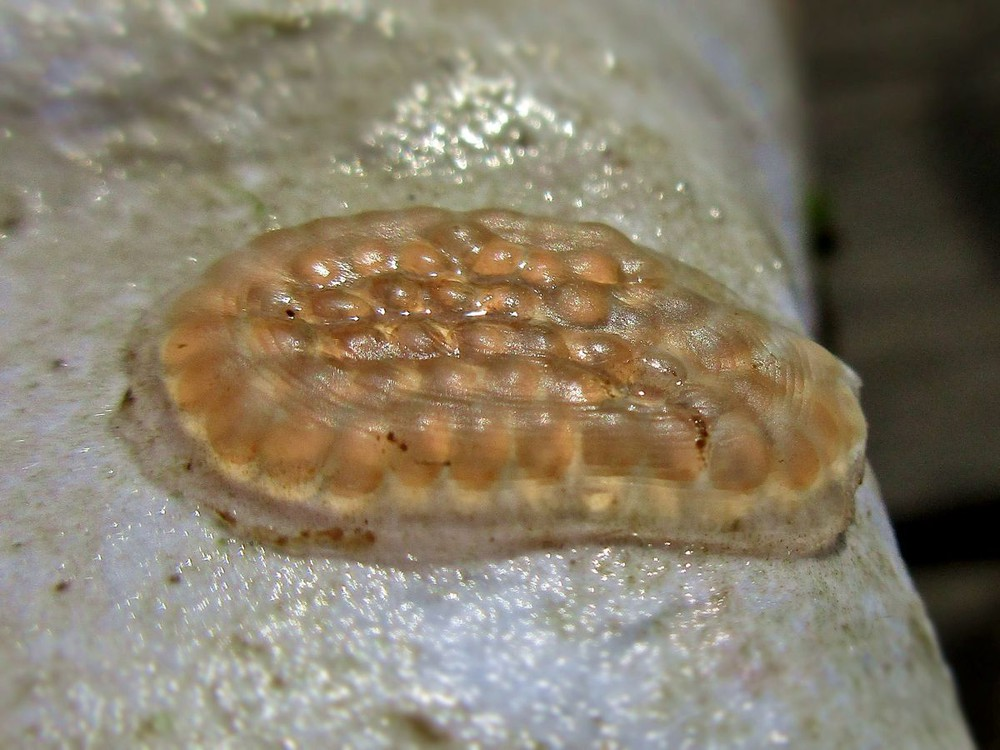
Eierpakketje.

In zowel stilstaande als langzaam stromende wateren kan de posthorenslak worden aangetroffen, maar alleen in plantenrijke omgevingen. Al kan hij ook overleven in zeer vervuild water. Het voedsel bestaat uit algen en rottend, organisch materiaal (detritus) dat op de bodem ligt.
De posthorenslak komt in het grootste deel van Europa voor en is in Nederland en België een betrekkelijk algemene verschijning.

### Fossiel voorkomen

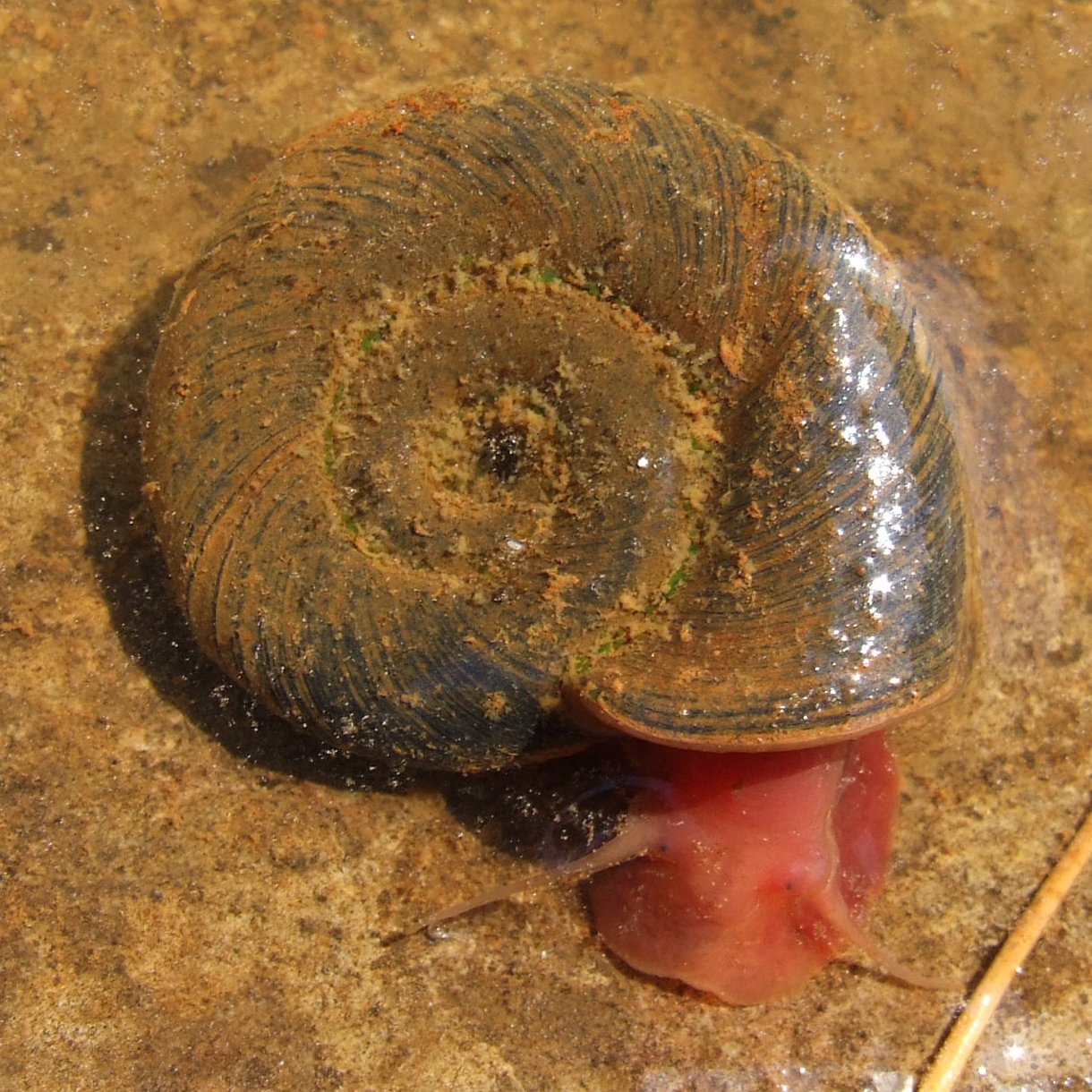
Kruipende slak.

De posthorenslak komt in het hele Pleistoceen tijdens interglacialen en in het Holoceen voor. In Nederland is deze soort bekend uit verschillende interglacialen vanaf het Tiglien tot en met het Eemien.